# マリーナ・ツヴェターエワ

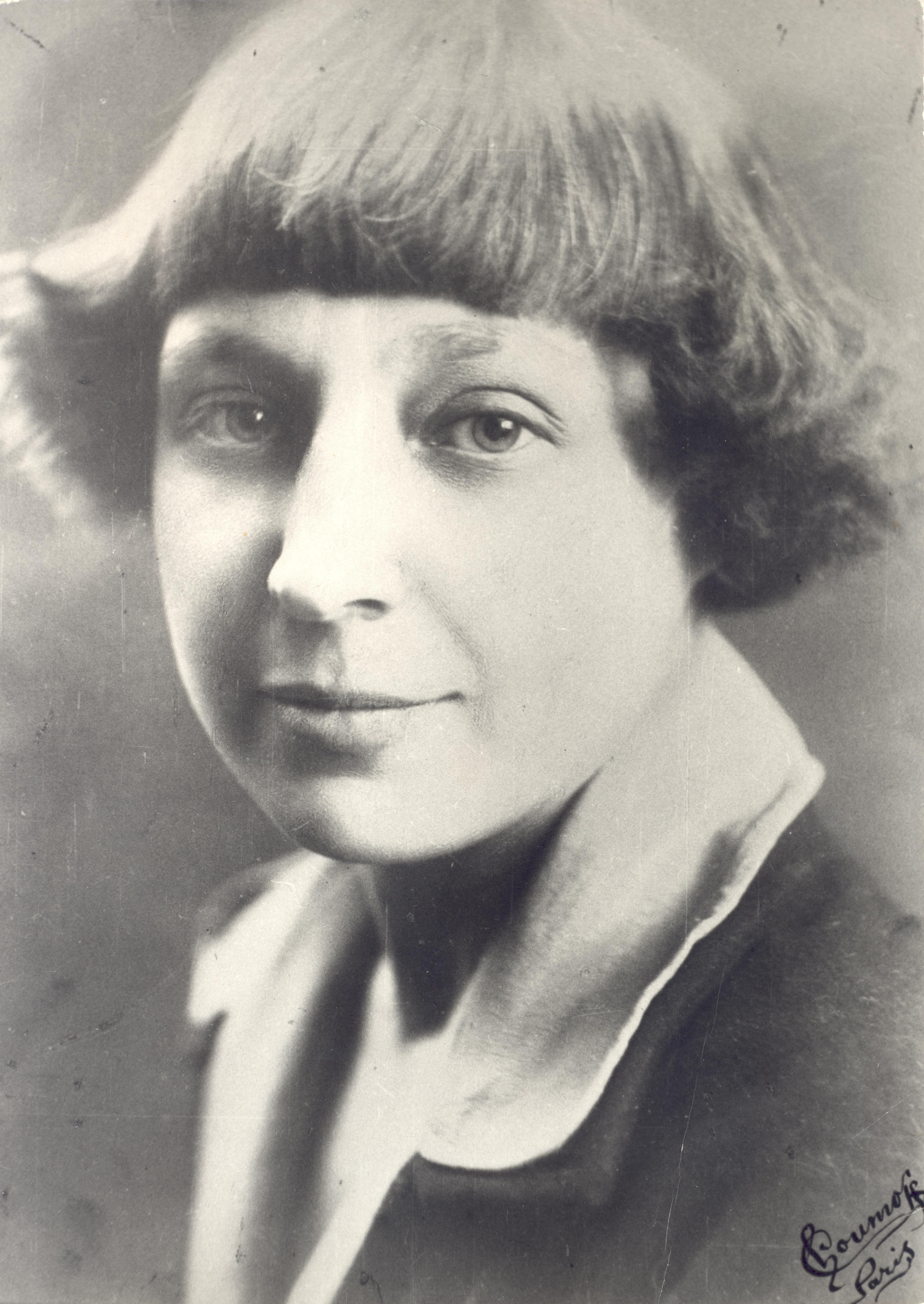
マリーナ・ツヴェターエワ

マリーナ・イヴァーノヴナ・ツヴェターエワ（ロシア語: Мари́на Ива́новна Цвета́ева、1892年10月8日（ユリウス暦9月26日） - 1941年8月31日）は、ロシアの詩人、著述家である。モスクワに生まれ10代で詩壇にデビュー、叙情詩、特に恋愛に関する機知と情熱、憂愁に満ちた作品で知られる。ロシア革命の中で西欧に亡命、波乱の人生の末に帰国し、疎開先で自殺。ソ連体制下で長く存在が無視されていたが、1960年代に復権。現在のロシアでもっとも人気がある詩人の一人である。

## 生涯
父はモスクワ大学教授で、アレクサンドル3世美術館（現在のプーシキン美術館）の創設者であるイワン・ツヴェターエフ。母のマリアはポーランドの血を引く教養人で、ピアノの才能があった。1902年にマリアが結核を発症、イタリアなどで保養することになり、マリーナは各地を転々とする。少女時代からナポレオンほかのロマン主義的英雄に熱中した。1904年6月、ローザンヌの学校に入学。この頃、イタリア語、フランス語、ドイツ語を習得した。1908年、ソルボンヌ大学で、文学史を学ぶ。1910年、18歳のときに処女詩集『夕べのアルバム』を自費出版、高い評価を受け、詩壇に躍り上がる。
1912年、セルゲイ・エフロンと結婚。二女を得るが、その後パステルナークをはじめとする男女を問わないさまざまな恋愛（両性愛）を繰り返し、詩作を続ける。ロシア革命中、エフロンは白軍に参加。マリーナはモスクワで過ごしたが、次女が栄養失調で死亡。亡命した夫を追って1922年、長女アリアドナとともにドイツのベルリンに脱出する。その後、チェコやパリを転々とし、亡命ロシア人社会で創作を続ける。パリの亡命人社会では最初歓迎されるも、のちに疎外される。長男が生まれる一方で、生活は困窮。エフロンはソ連に傾倒し、帰国を熱望するようになる。
ソ連諜報機関の工作活動に関与し、娘とともにソ連に戻らざるを得なくなった夫、エフロンを追って1939年、息子とともに帰国。その後、エフロンと娘は逮捕される。マリーナは息子とともに窮状に追い込まれ、1941年疎開先のタタール自治共和国のエラブガの農家で自らの首を吊り自殺。同地で埋葬された。エフロンは処刑され、息子もその後、ベラルーシ方面で戦死する。
スターリン体制終焉で、流刑先から解放された娘のアリアドナが精力的に母の作品を発掘。1960年代のマリーナ・ツヴェターエワ復権につながっていく。2006年になってタルーサに、2018年にはモスクワ市内ストロジノにも銅像が建立された。

## 代表作

### 詩集
- 手職（1923年）
- ロシア以後（1928年）

### 長詩
- うるわしの乙女
- 終りの詩（1924年）

### 散文
- わたしのプーシキン（1937年）
- 光の驟雨

### 戯曲
- フェードル（1927年）

作品は『マリーナ・ツヴェタエワの詩による6つの歌曲』（ドミートリイ・ショスタコーヴィチ）など音楽の題材としても取り上げられている。ツヴェターエワの代表作のひとつ『Мне нравится（私がうれしいのは）』は、ロシアの人気歌手アーラ・プガチョワの歌でも知られている。

## 作品『Мне нравится（私がうれしいのは）』
私がうれしいのは　あなたが私のせいで苦しんでいないこと
私がうれしいのは　私があなたのせいで苦しんでいないこと
...そして　重たい地球が私たちの下からなくなりはしないこと
私がうれしいのは　ふざけていられること 
わがままでいられること　ことばあそびをしなくていいこと
そして腕がわずかに触れ合っても
息をつまらせ　ときめかずにいられること                   
私がうれしいのは、あなたは私がいるときに 
他の女性を穏やかに抱きしめること
そして、私が他の人に口づけしても、
地獄で燃えるのを願わないこと
私の愛しい名を、愛しい人、いたずらに
午後にも、夜にも言わないこと
教会の静けさの中で決して
「ハレルヤ」を歌われないこと

あなたに心と体から　ありがとうをいわなきゃね
あなたが私の知らないところで　私をこんなに愛していることを 
わたしの夜に　なにごともないことを 
夕暮にだって　ほとんど会えないことを 
月夜にだって　一緒に歩くこともないことを 
太陽だって　　私たちの上にはないってことに 

感謝します　そう　あなたが私のせいで苦しんでいないことに 
感謝します　そう　私があなたのせいで苦しんでいないことに

## 同時代の詩人
- アンナ・アフマートヴァ
- ウラジーミル・マヤコフスキー
- オシップ・マンデリシュターム
- コンスタンチン・バリモント
- ライナー・マリア・リルケ